# سوشیتسا (استان کیوستندیل)
سوشیتسا (به بلغاری: Sushitsa) یک منطقهٔ مسکونی در بلغارستان است که در شهرستان ترکلیانو واقع شده‌است.